# Арвід Горн
Арвід Бернхард Горн (швед. Arvid Bernhard Horn; 6 квітня 1664, Халліко — 17 квітня 1742, Уппланд) — шведський державний діяч періоду «ери свобод», генерал-лейтенант (1704), граф (1706).

## Біографія

### Солдат та дипломат
Син полковника Густава Горна аф Канкаса і Анни Гелени фон Герттен. Народився в маєтку Вуорентака (поблизу Халікко) 1664 року. Після закінчення навчання в Турку, 1682 року вступив до шведської лейб-гвардії мушкетером. 1683 року стає сержантом, 1685 року — фенріхом. 1686 року подав у відставку.
Проходив службу в армії Священної Римської імперії. Спочатку брав участь у битвах Великої турецької війни на території Угорщени під керівництвом князя Євгенія Савойського, з 1690 року на території Фландрія та Голландії під керівництвом князя Вальдейського (1690—1693) під час Війни Аугсбурзької ліги проти Франції.
1693 року повернувся до Швеції, де невдовзі став капітаном лейб-гвардії. 1696 року отримує звання лейтенанта корпусу лейб-драбантів (особистої охорони) короля. Відзначився у 1700 році на початку Великої Північної Війни — в битві при Гумлебеці (висадка шведів на о. Зеландія). за це отримав звання капітан-лейтенанта гвардії, генерал-майора кавалерії та титул барона. Звитяжив в битві під Нарвою того ж року. 1701 року в битві на Дюні знищив саксонських кирасир, захопив 6 гармат, але отримав поранення у руку. 1702 року в битві під Клішувом  (Річ Посполита) проти польсько-саксонського війська зазнав поранення списом, але продовжив битися. 11 січня 1704 року отримав звання генерал-лейтенанта
У тому ж 1704 році йому була поручена перша дипломатична місія, яка стосувалася Августа II по приводу польського трону i елексії Станіслава Ліщинського. З місії стало зрозуміло, що він мав надзвичайні здібності в поєднанні з абсолютною відсутністю скрупульозності. Згодом була обложена Августом Варшава і змушена до капітуляції. Потрапив у полон.

### Політична кар'єра
У 1705 році звільнений за обмін, повернувся до Швеції. тут стає головою Королівської ради, у 1706 рахівник, a з 1707 був наставником племінника Карла XII, молодого князя Карла Фредерика із династії Ольденбургів.
У 1710 замінив Нільса Гільденстольпа на посаді Керівника Королівської Ради. Прийнятий до королівської адміністрації зрозумів справжнє становище королівства і пробував протестувати проти дій короля через що позбувся прихильності Карла XII.
Так як 1710 так і 1713 Хорн скликав Риксдаг до того часу поки у 1714 сейм прийняв антимонарший нахил, в той самий час
урочисто відрікся від посади і це рішення затвердив парламент. У пізніші роки правління Карла XII Хорн небагато що міг зробити у королівській адміністрації. Після смерті Карла XII у 1718 Хорн переконав княгиню Ульріку Елеонору, аби та прийняла пост королеви за своїм законним правом. Після цього, до виборів на престол допустили королеву Швеції. Пізніше він протестував проти самодержавної поведінки королеви, відмовившись від членства у Королівській раді.

### Перший міністр
У 1720 був вибраний лендмаршалом шведського парламенту (lantmarskalk) i брав участь у схилянні відректись від трону Ульріки Елеоноори, аби на її місце взяти на елекцію її чоловіка Фредиріка Гесенського і щоб останній прийняв пост короля Швеції. Першим рішенням нового короля Фредеріка I було повернення його головування у королівській раді, також посади чільника Королівської Канцелярії, і навіть посади Першого Міністра. У наступні 18 років він цілком контролював як справи внутрішні так і відав зовнішніми рішеннями, а час 1720—1738 років був названий в історії Швеції часом Горна. Його робота та діяльність на користь краю є суперечливими. Вольовими рішеннями він урегулював справи королівських податків та парламенту. Завдяки його обережній політиці Швеція порівняно швидко вийшла з того страшного становища, до якого її довели війна
Карла XII.
У закордонній політиці Горн діяв винятково виважено та обережно, але залишався безкомпромісним у тих питаннях, що стосувались його Батьківщини.
Але він по новому зібрав адміністрацію, який згодом виявився дуже невдалим для Швеції, де міністри були менш талановиті, ніж він. Також відбувся зріст вплив парламенту і його таємних комітетів у вирішенні суто дипломатичних питань, які повинні бути залишені на розсуд виконавчої влади. Також зріс вплив іноземних держав на Швецію.
До 1731 року в Сеймі було протистояння між Горном та опозиціонарами та хотів піти у відставку, але її не прийняли.
Однак, в 1734 році опозиція була досить рішуче налаштована, щоб засудити політику нейтралітету під час Польську війну за спадок, коли Станіслав Лещинський знову з'явився на сцені в якості кандидата на польський престол; однак, Горн був ще досить сильним, щоб запобігти конфлікту з Росією.
З тих пір його жорстоко і несправедливо звинувачували у відсутності патріотизму, а в 1738 році він був змушений піти у відставку в результаті жорстокого нападу і перемоги партії капелюхів ("" Hattpartiet "").
Решту життя він провів у своєму маєтку поблизу Екебіхольма, де він і помер. 17 квітня 1742.